# Arthur Harrow
Arthur Harrow es un personaje ficticio que aparece en los cómics publicados por Marvel Comics. Es el líder de culto y avatar de Ammit que anima al Caballero Luna a abrazar su oscuridad interior. Si bien lleva el nombre de un enemigo del Caballero Luna de 1 solo tema de los cómics originales, Arthur es un personaje original, representado como el predecesor de Marc y Steven como el Caballero Luna y ex avatar de Khonshu.
Arthur Harrow hizo su debut en una miniserie de televisión de Universo Cinematográfico de Marvel de Disney+ por Moon Knight (2022), interpretado por Ethan Hawke y será el villano del Caballero Luna

## Biografía del personaje

### Origen
Arthur Miles Harrow fue un candidato seleccionado para el Premio Nobel de medicina por su trabajo en el campo de la teoría del dolor. Sin embargo, la Dra. Victoria Grail comenzó a sospechar de cómo había avanzado su trabajo a pesar de que sus documentos indicaban que solo había realizado una investigación limitada en animales. La Dra. Grail planteó una objeción a su nominación cuando rastreó documentos relacionados con experimentos secretos realizados por científicos en Auschwitz-Birkenau hasta Harrow. El Tribunal de Nuremberg había ordenado que los documentos fueran destruidos, pero habían desaparecido misteriosamente, gracias al grupo conocido como O.M.N.I.U.M. A pesar de que supuestamente estaba en México para investigar al jaguar y al armadillo, Grail estaba seguro de que el Dr. Harrow estaba llevando a cabo los experimentos de Auschwitz, y fue enviado por el Comité Nobel para entrevistarlo e informar a Estocolmo.

### Caballero Luna
Marc Spector conducía cuando los Sacerdotes de Khonshu se le aparecieron, lo que provocó que destrozara su automóvil y le enviara visiones mentales del Dr. Harrow, uno de sus súbditos, la Dra. Grail y la pirámide. O.M.N.I.U.M. fue alertada de que la Dra. Grail estaba en Yucatán y envió agentes para detenerla. A punta de cuchillo la empujaron a una camioneta, pero el secuestro fue descubierto por Marc, quien rápidamente se transformó en Caballero Luna y la liberó. Al principio, la Dra. Grail desdeñó al Caballero Luna, pero cuando le preguntó acerca de un hombre con cicatrices, entendió que ambos estaban buscando al Dr. Harrow y le contaron sobre su pasado. Los voluntarios más recientes estaban atados a una mesa y tenían electrodos insertados en su cuerpo. El Dr. Harrow cortó su antebrazo, sensibilizó e irritó los nervios, luego utilizó estimulación transcutánea para desensibilizar completamente el cuerpo del trabajador. El Dr. Harrow sintió que estaba en camino de lograr su objetivo y convertir su proceso en una fórmula química, lo que eliminaría la necesidad de cables y electrodos. O.M.N.I.U.M. decidió recoger al Dr. Harrow ya que su laboratorio estaba comprometido. El Dr. Harrow sabía que no tenía más remedio que obedecer mientras retenían el dinero y los documentos de Auschwitz, pero prometió que una vez que estuviera curado ya no le dictarían los términos.
Caballero Luna y la Dra. Grail, encontraron su laboratorio y el Dr. Harrow los vio y les puso un jaguar. Caballero Luna eliminó al gato con facilidad arrojándolo contra una pared y electrocutándolo. Encontraron una pared falsa y la derribaron con un escritorio, revelando escalones que conducían al laboratorio. Sus pacientes rodearon a la pareja y les ordenó que los mataran. Caballero Luna fue advertido por la Dra. Grail que no lastimara a los trabajadores inocentes, pero incluso sus puños más poderosos tuvieron poco efecto sobre ellos.
Caballero Luna rompió accidentalmente el brazo de uno de los sujetos, quien nunca notó la herida. Caballero Luna se dio cuenta de que no podía derrotarlos sin causar un daño sustancial, por lo que decidió huir. Pudo sacar la fuerte puerta de acero de sus bisagras, lo que le permitió a él y a la Dra. Grail huir de la pirámide. El Dr. Harrow escapó en un helicóptero, por lo que Caballero Luna estaba a punto de usar un dardo creciente para derribarlo, pero dejaron caer un dispositivo incendiario, lo que provocó que Caballero Luna saltara para cubrirse. El Dr. Harrow escapó y fue contactado por el jefe de O.M.N.I.U.M., quien le aseguró que sus experimentos continuarían en Paraguay.

## Poderes y habilidades
Arthur Harrow fue un cirujano y científico talentoso, cuyo trabajo en medicina lo llevó a ser nominado para un Premio Nobel.

## En otros medios
- Arthur Harrow aparece por primera vez en la serie de Disney+, Moon Knight, interpretado por Ethan Hawke. Esta versión es el líder de su propio culto que admira a la Diosa egipcia Ammit. Él fue el antiguo avatar del dios Khonshu, que por tras los sucesos del pasado, Harrow fue elegido para ser el avatar de Khonshu y funcionó como "Caballero Luna". Sin embargo, debido a la constante necesidad de Khonshu de que él realizara tareas, por lo que nunca lo dejó ser libre, Harrow perdió la fe en él y Ammit finalmente lo convenció de traicionar a Khonshu y jurarle lealtad. Él y sus discípulos fueron a Egipto para liberar a Ammit y purificar las almas en todo el mundo. Pero sus planes fueron frustrados por Marc Spector y Layla, quienes acabaron con su culto y encerraron a Ammit dentro de su cuerpo para así destruirla con Harrow, pero Spector se negó hacerlo. Harrow fue administrado al Hospital Psiquiátrico Sienkiewicz, donde fue llevado por Jake Lockley, el tercer alter de Spector. Khonshu habló brevemente con Harrow sobre sus verdaderas intenciones, antes de que Lockley le disparara a Harrow, poniendo fin tanto a él como a Ammit de una vez por todas.
  - Hawke también interpreta al Doctor Harrow, una versión psiquiatra del predecesor de Moon Knight que solo existe en la mente de Grant y Spector, quien ayuda a Grant a confrontar la verdad de la muerte de su madre mientras niega la existencia de Khonshu.